# 시키 (율령제)
시키(일본어: 職 しき[*])는 일본의 율령제의 관사(官司)의 등급의 하나이다.

## 개요
시키는 료(寮), 쓰카사(司)와 함께, 주로 성(省)(나카쓰카사 성, 구나이 성)을 기반으로 사무를 행하는 조직 혹은 특별 지역(수도 등)을 통치하는 조직을 말한다. 료나 쓰카사보다 격이 높았으며, 상급기관에 대해 다소 강한 독립성을 지니고 있었다. 기본적인 구성원인 사등관(四等官)은 다이부(大夫)(카미(長官)) - 스케(亮)(스케(次官)) - 죠(進)(호간(判官)) - 사칸(属)(사칸(主典))이라고 불렸다.
도구보(春宮坊)는 사등관의 구성이나 관위상당 등이 완전이 일치하는 점에서 시키의 일종이라 여겨지고 있다.
시키는 관위상당 등에 따라 다시금 두 등급으로 분류된다.